# Шоу Цзи Чу
Шоу Цзи Чу (кит.: 周受资, нар. 1 січня 1983, Сінгапур) — сінгапурський бізнесмен, який з 2021 року є головним виконавчим директором (CEO) TikTok, онлайн-платформи для відео, що належить китайській компанії ByteDance.

## Раннє життя та освіта
Чу народився 1 січня 1983 року в Сінгапурі. Повідомляється, що його батько працював на будівництві, а мати — бухгалтером. Після закінчення Інституту Хва Чонг Чу пішов служити на військову службу в Збройних силах Сінгапуру.
Після військової служби Чу продовжив навчання в Університетському коледжі Лондона в Англії. Він закінчив коледж у 2006 році зі ступенем бакалавра економіки. У 2010 році він здобув ступінь магістра ділового адміністрування в Гарвардській бізнес-школі, а також пройшов літнє стажування у Facebook перед їхнім IPO.

## Кар'єра
Після закінчення Університетського коледжу Лондона в 2006 році він залишився в Лондоні, щоб працювати банкіром у «Goldman Sachs Group» протягом двох років, перш ніж приєднатися до фірми венчурного капіталу Юрія Мільнера «DST Global». У російській інвестиційній фірмі «DST Global» Чу очолив інвестиції в JD.com, Alibaba та Xiaomi. Він також очолював команду перших інвесторів у ByteDance у 2013 році.
У 2015 році Чу приєднався до Xiaomi в якості фінансового директора. У 2019 році він став президентом зовнішнього бізнесу Xiaomi.
У березні 2021 року Чу приєднався до ByteDance як фінансовий директор. Згодом він змінив генерального директора TikTok Кевіна А. Майєра, який залишив дочірню компанію ByteDance після трьох місяців роботи.
У березні 2023 року Чу дав свідчення перед Конгресом Сполучених Штатів щодо законодавчої спроби заборонити TikTok у Сполучених Штатах. Після свідчень тодішній сенатор Марко Рубіо звернувся до Міністерства юстиції США з проханням провести розслідування у справі Чу щодо неправдивих свідчень. Чу знову дав свідчення в січні 2024 року під час слухань у юридичному комітеті Сенату США щодо законодавства про безпеку дітей в Інтернеті.
Він був почесним головою Met Gala 2024, оскільки TikTok був головним спонсором заходу. Gold House визнав Чу одним із найвпливовіших азіатів 2024 року.
24 квітня 2024 року президент Сполучених Штатів Джо Байден підписав законопроект, який 18 січня 2025 року призвів до відключення TikTok і видалення його з магазинів додатків у Сполучених Штатах. 20 січня 2025 року президент Дональд Трамп підписав указ про відкладення заборони програми на 75 днів до можливого продажу права власності.